# Empoisonnement de Sergueï et Ioulia Skripal
L'empoisonnement de Sergueï Skripal, un ancien officier de renseignement militaire russe et agent double des agences de renseignement britanniques, et de sa fille Ioulia est une tentative d'assassinat ratée ayant visé ces deux personnes dans la ville de Salisbury, en Angleterre, le 4 mars 2018.
Sergueï Skripal, 66 ans, et sa fille, Ioulia Skripal, 33 ans, ont été empoisonnés au moyen d'un agent neurotoxique, le Novitchok. Tous deux ont passé plusieurs semaines à l’hôpital dans un état critique avant de sortir. Un policier, Nick Bailey, a également été placé en soins intensifs après avoir participé à l’enquête, puis est sorti sans séquelles visibles. Un total de 131 personnes ont demandé un examen médical après cet évènement, mais aucune d'entre elles n'a nécessité de soins.
Dans les années 1990, Sergueï Skripal était un officier du GRU (direction générale des renseignements militaires russes) et s’est mis à travailler comme agent double au profit du Secret Intelligence Service britannique, de 1995 jusqu'à son arrestation à Moscou en décembre 2004. En 2006, il a été reconnu coupable de haute trahison et condamné à treize ans de colonie pénitentiaire. En 2010, après l'affaire du programme des Illégaux, qui a conduit à un échange de prisonniers entre les États-Unis et la Russie, Skripal s'est installé au Royaume-Uni et a pris la nationalité britannique. En mars 2018, Ioulia Skripal, qui avait toujours la nationalité russe, était en déplacement au Royaume-Uni lorsqu'elle et son père ont été victimes de cet empoisonnement.
Dès mars 2018, le gouvernement britannique accuse la Russie de tentative de meurtre et annonce des sanctions diplomatiques, comme l'expulsion de nombreux diplomates. Le Royaume-Uni reçoit le soutien des États-Unis et de nombreux autres alliés, tandis que la Russie nie avoir commis ce dont elle est accusée et prend des mesures similaires d’expulsion en représailles. Les États-Unis, la plupart des pays de l'Union européenne, les pays de l'Organisation du traité de l'Atlantique nord (OTAN) comme le Canada et l'Australie, décident également d’expulser des diplomates russes ; la Russie réagit de la même façon vis-à-vis de ces pays. En outre, elle accuse le Royaume-Uni d'avoir empoisonné lui-même les Skripal.
À la fin de l’année 2018, la plupart des diplomates expulsés de part et d’autre étaient retournés reprendre leurs fonctions d’avant mars 2018.

## Empoisonnement et guérison
À 16 h 15 le 4 mars 2018, un appel aux services d'urgences britanniques indique que Sergueï Skripal, résident de Salisbury âgé de 66 ans, et sa fille Ioulia Skripal (arrivée le jour précédent à l'aéroport Heathrow de Londres depuis la Russie) ont été retrouvés inconscients sur un banc public dans le centre de Salisbury par deux passants,,.
Selon un témoin, cité nommément par la presse le 6 mars, la femme semblait évanouie, l'homme faisait d'étranges mouvements de mains et regardait vers le ciel ; on aurait dit que les deux personnes avaient pris quelque chose de très fort. Le 6 mars, le Daily Mail cite un témoin (nommé) qui a déclaré à la BBC qu'Ioulia Skripal avait l'écume à la bouche et les yeux grands ouverts mais complètement blancs ; le même témoin dit qu'à un certain moment, Skripal devint raide comme s'il était mort,. À un autre témoin, cité nommément par la presse le 7 mars, les Skripal paraissent avoir des hallucinations et être sous l'effet de l'héroïne. Selon ce témoin, la femme était blonde. Une femme médecin (qui ne désire pas être nommée), citée le 8 mars par la BBC, dit avoir soigné Ioulia Skripal sur place pendant que d'autres personnes s'occupaient du père. Ce témoin a constaté qu'Ioulia vomissait et avait perdu le contrôle de ses fonctions naturelles, mais n'a rien remarqué sur son visage ou son corps qui indiquât un empoisonnement par agent chimique. Le témoin, bien qu'ayant soigné et manipulé Ioulia Skripal pendant près de 30 minutes, n'a présenté aucun trouble de santé.
Le 4 mars à 17 h 10, les deux victimes sont prises en charge séparément à l'hôpital du District de Salisbury.
Le 5 mars, la presse annonce qu'on soupçonne une exposition au fentanyl, mais que rien n'est encore certain,.
Le 6 mars 2018, la presse publie une vidéo de surveillance filmée au centre commercial Maltings quelques minutes avant la scène du banc et montrant un homme et une femme blonde en train de marcher. Une jeune femme, témoin de la scène du banc, dit être sûre à cent pour cent que l'homme et la femme de la vidéo de surveillance sont ceux qu'elle a vus sur le banc. On finit cependant par penser que l'homme et la femme filmés ne sont pas les Skripal, parce la femme de la vidéo est blonde et que des témoins qui ont vu les Skripal quelques heures avant la scène du banc (on cite un membre du personnel du restaurant Zizzi, où les Skripal avaient pris leur repas) soutiennent fermement qu'Ioulia Skripal avait des cheveux auburn (bruns tirant sur le roux).
Le 7 mars 2018, la BBC annonce qu'un agent de police qui avait été le premier sur place quand les Skripal avaient été trouvés inconscients est maintenant hospitalisé dans un état sérieux et que deux policiers ont été traités pour des symptômes mineurs (yeux qui piquent et respiration sifflante). Le 8 mars 2018, dans une déclaration devant la Chambre des communes, Amber Rudd, secrétaire d'État à l'Intérieur dans le gouvernement britannique, annonce que les Skripal ont été victimes d'une attaque par neurotoxique (voir plus loin la section « Enquête ») et qu'un des premiers policiers qui portèrent secours aux Skripal, « s'oubliant eux-mêmes pour aider les autres », est hospitalisé dans un état sérieux, mais est conscient et parle.
L'officier de police gravement atteint, Nick Bailey, est d'abord présenté comme ayant été contaminé quand il a couru au secours des Skripal,, puis, à partir du 9 mars 2018, on donne la préférence à une version selon laquelle c'est à la maison des Skripal qu'il a été empoisonné. Le Daily Mail, en deux articles datés du même jour, dit d'une part que Bailey semble n'avoir pas été de ceux qui avaient aidé les Skripal et d'autre part que Bailey, selon un de ses proches, porta d'abord secours aux Skripal quand ils étaient malades sur le banc puis avait également été un des premiers à inspecter leur maison. Selon le Guardian du 9 mars, les enquêteurs se demandent si Bailey s'est vraiment trouvé près des Skripal et certaines sources trouvent plus vraisemblable qu'il ait été contaminé dans la maison des victimes. La nouvelle version a été présentée par Ian Blair, qui a fait remarquer qu'un médecin qui avait donné des soins aux Skripal quand ils étaient inconscients sur le banc n'en avait pas été affecté du tout.
Dans un article du 8 mars mis à jour le 10, le Daily Mail annonce que l'agent innervant utilisé n'est pas considéré comme étant du sarin, du VX ou du Novitchok, mais une substance que Whitehall qualifie d'exotique.
Le 12 mars, la Première ministre britannique Theresa May déclare que l'agent neurotoxique a été identifié et qu'il fait partie du groupe des Novitchoks, une famille d'agents neurotoxiques développée dans les années 1980 par l'Union soviétique,. La police qualifie l'incident de majeur et plusieurs organismes d'urgence sont déployés pour examiner les autres personnes ayant pu être contaminées, dont 21 membres des services d'urgence,.
Le Times ayant publié le 14 mars que près de quarante personnes devaient être traitées pour empoisonnement, Stephen Davies, conseiller en médecine d'urgence à l'hôpital de Salisbury, adresse au Times une lettre rectificative, publiée par ce journal le 16 mars 2018. Selon Davies, « aucun patient n'a présenté des symptômes d'empoisonnement par agent innervant à Salisbury et il n'y a eu que trois patients significativement empoisonnés. »
Le 22 mars 2018, le sergent-détective Nick Bailey peut quitter l'hôpital. Dans une déclaration lue à sa place par Kier Pritchard, Police Chief Constable du Wiltshire, il remercie le personnel hospitalier qui l'a soigné, les membres de la police et le public. Il affirme que sa vie quotidienne ne sera plus jamais la même,.
Dans des propos rapportés le 3 avril, Gary Atkin, chef du Defence Science and Technology Laboratory, à Porton Down, déclare qu'il n'y a pas d'antidote connu au Novitchok, mais que Porton Down a indiqué à l'hôpital de Salisbury comment soigner les Skripal.
Le 5 avril 2018, la porte-parole du ministère de l'Environnement, de l'Alimentation et des Affaires rurales britannique a annoncé la mort, sans dire si ces animaux étaient morts d'un empoisonnement ou de faim après être restés sans nourriture dans la maison, des deux cochons d'Inde de Sergueï Skripal et de son chat, qui a été transporté dans un laboratoire militaire, près de Salisbury, où il a été euthanasié.
Le 9 avril ou[pertinence contestée] 10 avril 2018, Ioulia Skripal quitte l'hôpital et est transférée dans un endroit sûr, tenu secret. Selon Christine Blanshard, directrice générale adjointe de l'hôpital de Salisbury, « son père a également fait de bons progrès » et « pourra sortir de l'hôpital le moment venu ».
Le 18 mai 2018, on annonce que Sergueï Skripal a lui aussi quitté l'hôpital et a été conduit en lieu sûr.
Le 23 mai 2018, l'agence Reuters publie une vidéo où, en un endroit de Londres non porté à la connaissance du public, Ioulia Skripal, mise en contact avec Reuters par la Metropolitan Police, lit un texte préparé où elle déclare avoir l'intention de soigner son père jusqu'à ce qu'il soit complètement guéri, puis, « à long terme », de retourner en Russie ; elle remercie l'Ambassade russe de ses offres de service, mais ne désire pas en profiter. Après avoir parlé devant la caméra, elle refuse de répondre à des questions. L'ambassade russe estime avoir des raisons de penser qu'Ioulia Skripal est retenue contre son gré par les autorités britanniques et qu'elle fait des déclarations sous la contrainte,,,.
Selon « un expert éminent en armes chimiques » cité par le quotidien britannique The Telegraph, la guérison de Ioulia Skripal, telle que la montre la vidéo, n'avait qu'une chance sur un million de se produire.

## Enquête

### Sur l'empoisonnement de Sergueï et Ioulia Skripal

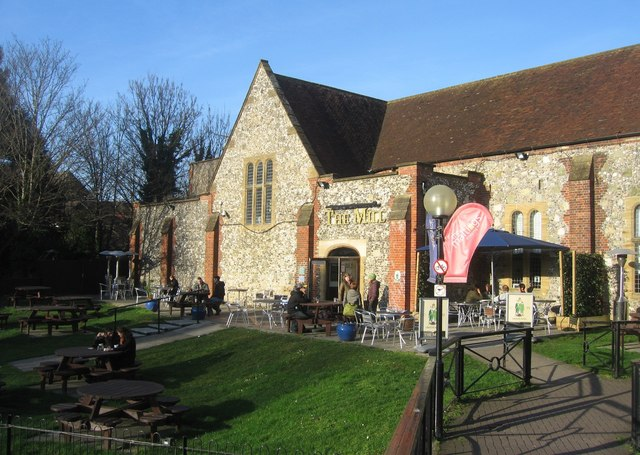
Le pub The Mill à Salisbury visité par Skripal le jour où il a été empoisonné.

L'hôpital de Salisbury croit d'abord qu'il s'agit d'une overdose d'opioïde, mais quand la police apprend le passé de Skripal en tant qu'espion russe, elle contacte l'hôpital pour évoquer la possibilité que Skripal ait été victime d'une attaque ciblée. Le 6 mars, la police du Wiltshire, qui a mené le début de l'enquête, confie le dossier au Counter Terrorism Command de la Metropolitan Police, basé à Londres.[réf. souhaitée] L'enquête est alors dirigée par Ken McCallum, du MI5. À la suite d'une réunion au Cabinet Office Briefing Room, présidée par Amber Rudd, ministre de l'Intérieur, le Commissaire Adjoint Mark Rowley, chef du Counter-Terrorism Policing, a lancé un appel à tous les potentiels témoins pour qu'ils puissent s'exprimer.
Des échantillons prélevés sur les victimes sont testés au Defence Science and Technology Laboratory à Porton Down. Le 8 mars, Amber Rudd, secrétaire d'État à l'Intérieur dans le gouvernement britannique, déclare devant la Chambre des communes qu'il s'agit d'un neurotoxique (« nerve agent ») mais qu'elle n'en dira pas plus sur la nature de ce neurotoxique. Selon l'Independent, Amber Rudd aurait dit aussi que ce neurotoxique était « très rare ».
Au total, 180 experts en guerre chimique et en décontamination, ainsi que 18 véhicules, sont déployés à partir du 9 mars pour aider la Police Métropolitaine dans ses investigations. Le personnel comprenait des militaires du 8th Engineer Brigade, des instructeurs de la Defence CBRN Centre, de la Royal Marines et de la Royal Air Force. Les véhicules sont fournis par le Royal Tank Regiment. Le 11 mars, le gouvernement du Royaume-Uni conseille aux personnes présentes les 4 et 5 mars au pub The Mill et au restaurant Zizzi à Salisbury, de nettoyer leurs vêtements et leurs objets personnels, tout en soulignant que le risque pour le public reste faible.
Le 12 mars, Theresa May déclare que l'agent neurotoxique a été identifié et qu'il fait partie du groupe des Novitchoks, une famille d'agents neurotoxiques développée dans les années 1980 par l'Union soviétique,.
Le 19 mars, la BBC signale que l'ambassadeur de Russie au Royaume-Uni, Alexandre Iakovenko, suggère que les autorités britanniques ont identifié le Novitchok A-234. La BBC ajoute cependant que les autorités britanniques n'ont pas confirmé qu'elles aient fait cette communication à la Russie, ni que le toxique utilisé contre les Skripal ait été le A-234.
À partir du 14 mars, l'enquête s'est concentrée sur la maison et la voiture de Skripal, le banc où il a été retrouvé inconscient avec sa fille, puis le restaurant et le pub qu'ils fréquentaient. Dans le cadre de l'enquête, un véhicule a été saisi à Gillingham par les militaires,.
Les médias du Royaume-Uni et des États-Unis ont émis l'hypothèse que l'agent neurotoxique ait été imprégné dans un vêtement ou des produits cosmétiques apportés en cadeaux et placés dans la valise de Ioulia Skripal, avant qu'elle ne quitte Moscou pour Londres, ou encore que l'agent ait été placé sous forme de « poudre ressemblant de la poussière » et serait passé par le système de ventilation de la BMW de Sergeï Skripal,,. Ou bien que le poison aurait été vaporisé sur eux ou introduit dans leur nourriture ou boisson.
À la demande du gouvernement britannique, une équipe de l'Organisation pour l'interdiction des armes chimiques (OIAC) est en mission en Grande-Bretagne du 19 au 23 mars. Elle recueille des échantillons environnementaux et le 22 mars, le tribunal Court of Protection lui donne l'autorisation d'utiliser des échantillons de sang de Ioulia et Sergueï Skripal dans le cadre de son enquête.
Le 21 mars 2018, la presse annonce qu'Ahmet Üzümcü, directeur général de l'OIAC, a déclaré qu'il faudrait « deux à trois semaines pour mener à terme l'analyse des échantillons prélevés ».
Le 28 mars, l'enquête de police conclut que l'agent neurotoxique était présent sur la porte d'entrée du domicile de Sergueï Skripal, avec une concentration plus élevée sur la poignée de porte.
Le 7 avril 2018, les autorités britanniques envisagent de détruire la maison de Sergueï Skripal à Salisbury comme une mesure moins coûteuse qu'une recherche centimètre par centimètre, dans la maison de la victime, d'autres traces de Novitchok. Le restaurant italien Zizzi et le pub The Mill, où les deux victimes ont consommé, sont aussi concernés par une destruction.
Le 1er mai 2018, la presse annonce que Mark Sedwill, Conseiller national à la sécurité britannique, a déclaré que les coupables ne sont pas encore connus.
Deux suspects sont formellement identifiés par la police britannique, deux Russes au nom d'emprunt, Rouslan Bochirov et Alexandre Petrov. Selon les Britanniques, le premier est un colonel nommé Anatoli Tchepiga, un officier du GRU maintes fois décoré, né le 5 avril 1979,. Le second serait, selon le site Bellingcat, Alexandre Michkine, médecin militaire au sein du renseignement militaire russe (GRU),,. Michkine, né le 13 juillet 1979 à Loïga, en Russie, a suivi un entrainement de médecin dans la marine russe. Le GRU le recrute durant ses études de médecine. Il acquiert ensuite une carte d'identité et un passeport sous le nom d'Alexandre Petrov. De 2011 à 2018, sous l'identité d'Alexandre Petrov, le médecin russe se rend plusieurs fois en Ukraine lors du mouvement de soulèvement du Maïdan, ainsi qu'en Transnistrie. Le site Bellingcat identifie en février 2019 un troisième suspect : Denis Sergeev,,. On[Qui ?] pense que Denis Sergeyev détient le grade de général de division dans le Glavnoe Razvedyvatel’noe Upravlenie (GRU), la direction principale du renseignement de l'État-Major, le service de renseignement militaire de l'Union soviétique. Le schéma de ses communications au Royaume-Uni indique que le général de division Sergeyev a assuré la liaison avec des officiers supérieurs à Moscou.
Dans la revue russe « Pensée Militaire », pour mener une guerre de type moderne, des mesures asymétriques à caractère politique, diplomatique, informationnel, économique et militaire doivent être mises en œuvre. Denis Sergeev alias Sergey Fedotov, le général-major du GRU, est chargé d’appliquer cette stratégie dans les pays qu’il visite[réf. nécessaire]. Voilà sa mission et les raisons de ses voyages. Il voyage sous le faux nom de Sergey Fedotov noté sur son passeport remis par les autorités russes, un faux officiel[réf. nécessaire]. Sergey Fedotov est lié également aux agents du GRU qui avaient tenté un coup d’État au Monténégro en 2016. Parmi eux, Vladimir Moïssev opérant sous le pseudonyme Vladimir Popov porteur d’un faux passeport de même type que celui de ses collègues.
Quand, à Sofia, le commerçant en armements Emilian Grebev est empoisonné le 28 avril 2015 au Novitchok, la quatrième génération d'armes chimiques développées dans le cadre du programme soviétique Foliant, Sergey Fedotov se trouve aussi en Bulgarie. Il regagne alors précipitamment la Russie. Le général-major du GRU Fedotov s’intéresse aussi aux référendums de type séparatistes. Il séjourne en Grande-Bretagne en 2016 lors de la campagne du Brexit et à Barcelone avant l’indépendance catalane. Une première fois, le 5 novembre 2016. Il reste six jours en Espagne. Un an plus tard, le 29 septembre 2017, il  revient à Barcelone deux jours avant le référendum en Catalogne. Il y reste jusqu’au 9 octobre, après quoi il retourne à Moscou via Genève,. Selon Laurent Lagneau, ces faits montrent que Sergey Fedotov aurait donc pu superviser l'opération réalisée par les deux agents du GRU.
Selon une enquête de la justice bulgare, Denis Sergeev. On pense que Denis Sergeyev détient le grade de général de division dans le Glavnoe Razvedyvatel’noe Upravlenie (GRU), la direction principale du renseignement de l'État-Major, le service de renseignement militaire de l'Union soviétique. Le schéma de ses communications au Royaume-Uni indique que le général de division Sergeyev a assuré la liaison avec des officiers supérieurs à Moscou.
Selon les investigations menées par Bellingcat, l’hebdomadaire allemand Der Spiegel et la cellule d’enquête du groupe suisse Tamedia, les trois acteurs de l'affaire Skripal appartiendraient à « l’unité 29155 » du 161e centre de formation spéciale du GRU. La Haute-Savoie, en France, aurait servi de base arrière à cette unité pour l’ensemble de ses opérations clandestines en Europe selon les services de renseignements français, suisses et britanniques qui ont identifié une quinzaine de ses membres.

### Nouveaux empoisonnements au novichok, et enquête pour meurtre
Le mardi 5 juillet 2018, les médias annoncent l'ouverture d'une nouvelle enquête par les forces de la police anti-terroriste, à la suite de l'hospitalisation de deux nouvelles victimes du novitchok, retrouvées le 30 juin dans un état grave à leur domicile, situé à une douzaine de kilomètres de celle des Skripal à Salisbury. Ce couple britannique réside dans le Wiltshire, Dawn Sturgess étant de Salisbury, et Charlie Rowley d'Amesbury.
Il s'avère que Charlie Rowley a trouvé un flacon de parfum dans une poubelle à Salisbury. Il l'a offert à Dawn Sturgess qui a pulvérisé la substance sur son poignet. Ce qu'ils croyaient être du parfum était en réalité du novitchok,. Dawn Sturgess tombe malade en un quart d'heure, son compagnon également un peu plus tard.
Le 8 juillet, les médias annoncent la mort de Dawn Sturgess, à 44 ans, d'un empoisonnement au novitchok. Une enquête pour meurtre est lancée. Son compagnon, moins exposé à la substance, survit.
Le père de Dawn, Stan Sturgess, réclame des comptes au gouvernement et aux autorités britanniques. "Qu'est ce qu'ils cachent ? Je ne pense pas qu'ils nous aient présenté tous les faits. Si je dois blâmer quiconque, c'est le gouvernement, pour avoir installé Skripal à Salisbury". "Je demande justice".

## Réactions du Royaume-Uni

### Réactions gouvernementales
Dans les jours suivant cette tentative de meurtre, le gouvernement May s'est engagé à prendre des mesures contre les responsables. Au moment de l'attaque, la Russie traversait un contexte extrêmement sensible : le premier tour de l'élection présidentielle, ainsi que la préparation à la Coupe du monde de football 2018.
Amber Rudd, ministre de l'Intérieur du Royaume-Uni, a déclaré le 8 mars 2018 que l'utilisation d'un agent neurotoxique sur le sol britannique était « un acte effronté et téméraire ». Tom Tugendhat, président des Foreign Affair Select Committee de la Chambre des Communes, a déclaré que le mode opératoire présentait de nombreuses similarités avec l'empoisonnement d'Alexandre Litvinenko et de précédentes menaces ayant visé Skripal, et que la Russie menait une « guerre officieuse et insidieuse » contre l'Occident. Boris Johnson, ministre britannique des Affaires Étrangères, a déclaré le 6 mars que son gouvernement réagirait de manière « appropriée et ferme » si l’État russe était impliqué dans cet empoisonnement,.
Theresa May s'adresse à la Chambre des communes le 12 mars à propos de l'affaire Skripal :

« Il est maintenant clair que M. Skripal et sa fille ont été empoisonnés à l'aide d'un agent neurotoxique de qualité militaire, d'un type développé par la Russie. Cet agent neurotoxique fait partie d'un groupe de produits connus sous le nom de « Novichok ». Sur la base de l'identification positive de cet agent chimique par les experts de classe mondiale du Defence Science and Technology Laboratory de Porton Down, ainsi que notre connaissance du fait que la Russie a précédemment produit cet agent et serait toujours capable d'en produire, du passé de la Russie en matière d'organisation d'assassinats commandités par l'État, et enfin notre estimation que la Russie considère certains transfuges comme des cibles légitimes de tels assassinats, le Gouvernement a conclu qu'il était hautement probable que la Russie était responsable de l'acte commis contre Sergei et Yulia Skripal. Monsieur le président, il n'y a par conséquent que deux explications plausibles à ce qui s'est passé à Salisbury le 4 mars : soit il s'agit d'une action directe de l'État russe contre notre pays ; soit le gouvernement russe a perdu le contrôle de cet agent neurotoxique aux conséquences potentiellement catastrophiques et a permis qu'il arrive dans les mains d'autres personnes,. »

Theresa May indique que le gouvernement du Royaume-Uni a demandé à la Russie d'avouer au plus tard le 13 mars 2018 laquelle de ces deux fautes elle avait commise. Theresa May ajoute : « le Parlement de la Russie a rendu légal en 2006 les exécutions de dissidents sur le sol étranger, sans procédure judiciaire. Il y a déjà un précédent avec l'agression barbare sur M. Litvinenko, tué avec une substance radioactive ». Elle ajouta que le gouvernement Britannique allait « examiner en détail la réponse de l'État russe ». En l'absence d'une réponse crédible, le gouvernement Britannique conclurait que « cette action équivaut à un usage illégal de la force par l'État Russe contre le Royaume-Uni » et que les mesures à suivre étaient examinées. La presse britannique a parlé à ce sujet de l'« ultimatum » de Theresa May au président russe Vladimir Poutine.
Le 14 mars 2018, Theresa May, après avoir déclaré que le gouvernement russe n'a répondu que par sarcasmes, mépris et attitude de défi à l'exigence d'aveu formulée par le gouvernement britannique, dévoile une série de mesures, dont l'expulsion de 23 diplomates russes identifiés comme « agents de renseignements non-déclarés »,. La BBC a rapporté que d'autres mesures étaient prises, :
- L'augmentation des contrôles sur les vols privés, les douanes et de transport de fret ;
- Le gel des avoirs appartenant à la Russie, lorsqu'il y a une preuve qu'ils sont utilisés à des fins malveillantes sur le sol britannique ;
- Le boycott de la famille royale britannique à la Coupe du monde de football 2018 en Russie ;
- La suspension de tous les contacts bilatéraux entre les gouvernements du Royaume-Uni et de la Russie ;
- La préparation de nouvelles lois pour renforcer la défense des Britanniques contre les « activités étatiques hostiles » ;
- Le versement de 48 millions de livres sterling pour la création d'un Centre de défense contre les armes chimiques[95] ;
- La mise en place de vaccins contre l'anthrax pour les troupes britanniques, pour leur permettre de se déployer dans les zones susceptibles d'être attaquées avec des armes chimiques ou bactériologiques.

La Première ministre a déclaré que d'autres mesures « ne peuvent pas être révélées publiquement, pour des raisons de sécurité nationale ». Jeremy Corbyn, dirigeant de l'opposition, a fait part de ses doutes sur la responsabilité de la Russie et a demandé d'attendre les résultats d'une autre enquête indépendante, ce qui lui a valu des critiques jusque dans son propre parti,. Il a approuvé l'expulsion des diplomates russes, mais a fait valoir qu'une vague de répression contre le blanchiment d'argent des oligarques russes serait une mesure plus efficace contre « le régime de Poutine ». Corbyn a justifié sa retenue par les jugements hâtifs qui avaient eu lieu avant la guerre en Irak, à propos d'armes de destruction massive.
Le Conseil de sécurité des Nations unies a effectué une réunion d'urgence le 14 mars 2018, sur la demande du Royaume-Uni, pour évoquer les évènements de Salisbury,. Selon un porte-parole Russe, le Royaume-Uni a bloqué le projet d'un communiqué de presse que la Russie s'apprêtait à présenter au Conseil de Sécurité. Pendant cette réunion, le Royaume-Uni et les États-Unis ont accusé la Russie d'être à l'origine de cet empoisonnement et d'avoir manqué aux obligations de la Convention sur l'interdiction des armes chimiques. La Maison Blanche a entièrement soutenu le Royaume-Uni, en attribuant également cette attaque à la Russie et en approuvant les mesures prises par Theresa May. La Maison Blanche a également accusé la Russie de porter atteinte à la sécurité des pays du monde entier,.
Le Royaume-Uni, et par la suite l'OTAN, ont demandé à la Russie la « divulgation complète » du programme Novitchok à l'Organisation pour l'Interdiction des Armes Chimiques,. Le 13 mars 2018, le ministre de l'Intérieur Amber Rudd a ordonné une enquête complète des services de sécurité à propos des précédents décès d'exilés russes et d'hommes d'affaires du Royaume-Uni. Le 14 mars 2018, le gouvernement britannique a déclaré qu'un échantillon de l'agent neurotoxique sera remis à l'Organisation pour l'interdiction des armes chimiques dès que possible.
Le secrétaire d'État des Affaires étrangères et du Commonwealth, Boris Johnson, a déclaré le 16 mars qu'il était « extrêmement probable » que l'empoisonnement ait été commandité par Poutine, dans le contexte des élections présidentielles en Russie, afin de provoquer un regain de soutien sur sa candidature.
Dans un entretien avec la Deutsche Welle, publié le 20 mars 2018, Boris Johnson est interrogé sur le degré de certitude de l'origine russe du poison utilisé contre les Skripal et sur l'éventuelle possession par Porton Down d'échantillons de Novitchok auxquels les échantillons prélevés à Salisbury auraient pu être comparés :

« Q. Vous soutenez que la source de cet agent innervant, le Novitchok, est la Russie. Comment êtes-vous arrivé à le savoir si vite ? La Grande-Bretagne en possède-t-elle des échantillons ?

R. Que je sois bien clair avec vous... Quand je regarde les preuves, je pense aux gens de Porton Down, le laboratoire...

Q. Donc ils ont les échantillons....

R. Ils les ont. Et ils étaient absolument catégoriques, et j'ai demandé moi-même au gars : « Êtes-vous sûr ? » Et il a dit qu'il n'y avait aucun doute. »
Boris Johnson enchaîne alors une comparaison avec un autre cas d'empoisonnement que la Grande-Bretagne impute à la Russie.
Dans un entretien publié le 4 avril 2018, Gary Aitkenhead, chef du laboratoire de Porton Down, déclare que ses services n'ont pas été en mesure de déterminer la provenance, russe ou non, du Novitchok utilisé contre les Skripal et que cette détermination relève d'un autre type d'enquêtes.
Le 8 avril, le Times annonce que le MI6 s'est entendu avec la CIA pour que les Skripal puissent reprendre une nouvelle vie aux États-Unis sous de nouvelles identités.
Le 13 avril 2018, le gouvernement britannique déclassifie des documents secrets qui, selon le services de sécurité britanniques, prouveraient que, depuis au moins 2013, les services de renseignement russes espionnaient les courriels de Ioulia Skripal.

### Réactions de la presse britannique
Le 7 mars 2018, The Daily Telegraph publie un article intitulé « Les traîtres se casseront la pipe: Poutine avait juré vengeance contre l'espion russe empoisonné Sergueï Skripal ». Cet article rapporte les propos de Poutine lors d'une interview de 2010 à la suite du Programme des Illégaux : « Dans une interview de 2010, Poutine [déclara] que les agents doubles russes paieraient pour leur trahison. »
Dans un article publié par The Independent daté du 10 octobre 2018, la journaliste Mary Dejevsky émet des doutes sur la version britannique de l'affaire, et notamment sur l'origine des informations du site Bellingcat.

## Réponse de la Russie

### Gouvernement russe
Un porte-parole du président russe, a déclaré le 6 mars : « nous considérons cette situation comme tragique mais nous n'avons aucune information sur ce qui a conduit à cet évènement ». Le 12 mars 2018, Poutine et son porte-parole ont décliné des questions de la presse russe au sujet de l'incident, les qualifiant de « non pertinentes ». Dmitri Peskov, secrétaire de presse de Poutine, se justifia en déclarant que le gouvernement britannique n'avait pas créé de représentation officielle à ce sujet, que « ce citoyen russe travaillait pour le Royaume-Uni » et que l'incident s'était produit sur le sol britannique,,.
Le dirigeant du comité aux affaires internationales du Conseil de la fédération, Konstantin Kosachev, déclara à l'agence de presse Interfax : « diffuser une version officielle des faits « politiquement alléchante » alors qu'elle n'a pas encore été vérifiée est malhonnête, pour commencer. Deuxièmement, cela viole le principe de la présomption d'innocence, et troisièmement, cela met la pression sur les enquêteurs »,.
Le ministre des Affaires étrangères Sergueï Lavrov a rejeté les accusations du Royaume-Uni en déclarant : « c'est absurde, on n'a rien à voir avec ça. » Il a également accusé le Royaume-Uni de « diffuser de la propagande ». Lavrov a déclaré que la Russie était « prête à coopérer » et demandé l'accès à des échantillons de l'agent neurotoxique utilisé pour empoisonner les Skripal, demande rejetée par le gouvernement britannique.
Après la déclaration de Theresa May devant le Parlement, le 12 mars – où elle a donné à Poutine et à son administration jusqu'à minuit le jour suivant pour avouer laquelle de ces deux fautes la Russie avait commise : attaquer délibérément les habitants du Royaume-Uni à l'aide d'un agent innervant ou perdre le contrôle de cet agent et permettre ainsi que d'autres commettent cette attaque – Sergueï Lavrov, en s'adressant à la presse russe le 13 mars, a déclaré que la procédure prévue par la Convention sur l'interdiction des armes chimiques donnait à la Russie un délai de dix jours pour répondre à une accusation formelle, à condition que, de son côté, le Royaume-Uni « daigne remplir ses obligations au titre de cette même Convention ». Il a qualifié les accusations envers la Russie de « bêtises ». La porte-parole du ministère russe des Affaires étrangères a accusé le parlement britannique de se livrer à « un spectacle de cirque »; interviewée sur une chaîne de télévision nationale dans la soirée du 13 mars, elle a déclaré que personne n'avait le droit de poser un ultimatum de 24 heures à la Russie.
Dans la soirée du 13 mars 2018, l'ambassade de Russie à Londres a posté un tweet indiquant que la Russie avait publié une note diplomatique, rejetant toute implication dans l'empoisonnement des Skripal. Elle posta plusieurs autres tweets le 13 mars, déclarant que Moscou ne pourrait pas donner de réponse à Londres tant qu'un échantillon de l'agent neurotoxique ne serait pas envoyé à la Russie.
Le 17 mars, la Russie a annoncé qu'elle expulserait 23 diplomates britanniques et a demandé la fermeture du consulat britannique à Saint-Pétersbourg et du British Council à Moscou.
Depuis le début de l'affaire, les responsables et les médias russes insistent particulièrement sur le fait que l'affaire Skripal est montée de toutes pièces par le Royaume-Uni dans le but de discréditer la Russie. Cela a été décrit comme un « écran de fumée » par le groupe de travail East Stratcom du Service européen pour l'Action extérieure.
Le 29 mars 2018, le ministre des Affaires étrangères russe a annoncé une série de mesures de rétorsion contre les États-Unis ainsi que contre les autres pays qui avaient expulsé des diplomates russes.

### Médias officiels russes
Pendant plusieurs jours suivant l'intoxication des Skripal, les médias russes ont largement ignoré cet évènement,.

Finalement, le 7 mars, le journaliste Kirill Kleimyonov de Channel One Russia, pendant le programme d'actualité Vremia, déclara : « le fait d'être un traître à la patrie est une profession dangereuse » et a lancé l'avertissement suivant : 

« Ne choisissez pas le Royaume-Uni comme pays de résidence. Quelles qu'en soient les raisons, si vous êtes un traître à la patrie ou si vous détestez votre pays, je le répète, n'allez pas au Royaume-Uni. Il s'y passe des choses suspectes, c'est peut-être le climat, mais ces dernières années il y a eu trop d'accidents étranges. Les gens sont pendus, empoisonnés, ils meurent dans des crashes d'hélicoptère et sont défenestrés, en quantité industrielle,,,. »

 Ce commentaire a été accompagné par un rapport soulignant les décès suspects de personnalités russes au Royaume-Uni, à savoir celui du financier Alexander Perepilichny, l'homme d'affaires Boris Berezovski, l'ex-officier du FSB Alexandre Litvinenko et l'expert en radiations Matthiew Puncher, qui a découvert que Litvinenko a été empoisonné par du polonium : il est mort en 2006, cinq mois après un voyage en Russie.
Dmitri Kiselyov, présentateur de Vesti Nedeli sur le canal Russie-1 de VGTRK, déclara le 11 mars que Sergueï Skripal était une personne qui, « en tant que source d'information, avait été complètement vidée de ce qu'il savait. Mais empoisonné il est très utile ». Il ajoute que cette tentative d'assassinat si « l'on y pense vraiment, ne bénéficie qu'à la Grande-Bretagne » et ne sert qu'à « alimenter la russophobie » et à organiser le boycott de la Coupe du monde de 2018, et que Londres constituait « un piège mortel pour les Russes »,,.
Les avertissements relayés sur les chaînes de télévision russes, à l'intention des Russes vivant au Royaume-Uni, ont été suivis d'un avertissement similaire d'un membre du Conseil de la fédération de Russie, Andrey Klimov, qui a déclaré : « cela va être très dangereux pour vous ».
Selon Alina Polyakova, chercheuse de la Brookings Institution, en mars et avril 2018, vingt-six versions différentes de l'empoisonnement de Sergueï Skripal, ont été propagées par la Russie et ses médias.

## Services secrets et experts en armes chimiques
Vil Mirzayanov, un scientifique de l'ex-Union soviétique vivant aux États-Unis, a travaillé à l'institut de recherche qui a développé les agents neurotoxiques Novitchok. Il estime que des centaines de personnes pourraient être touchées par la contamination résiduelle de Salisbury, et que toute personne contaminée au Novichok pouvait être exposée toute sa vie à de sérieux problèmes cognitifs. Il a critiqué les déclarations de Public Health England, affirmant que le lavage des effets personnels n'est pas suffisant pour éliminer les traces de cette substance,.
Le 14 avril 2018, le Sun rapporte des propos que lui a tenus Vil Mirzayanov. Selon Mirzayanov, l'assassin qui avait appliqué le Novitchok sur la poignée de porte de Skripal était un idiot, car le temps était humide et le Novitchok n'est mortel que par temps sec; il se dissout dans l'eau et, après quelques heures, n'y laisse aucune trace,.
Deux autres scientifiques Russes impliqués dans le développement d'armes chimiques en Union soviétique, Vladimir Uglev et Leonid Rink, ont déclaré que les agents Novichok ont été développés dans les années 1970 et 1980 dans le cadre du programme officiellement intitulé FOLIANT, le terme Novitchok désignant l'ensemble du système de l'usage d'armes chimiques. Ces deux scientifiques, comme Mirzayanov qui a publié la formule du Novichok en 2008, ont affirmé que d'autres pays dont le Royaume-Uni et les États-Unis pourraient avoir créé une arme fondée sur un agent de type Novitchok. En 1995, Leonid Rink avait été condamné pour l'empoisonnement du banquier Russe Ivan Kivilidi avec un agent neurotoxique Novitchok. Selon Leonid Rink, si Sergueï et Ioulia Skripal ont survécu à un empoisonnement au Novitchok alors « cela signifie que soit ce n'était pas le système Novitchok du tout, soit il était préparé négligemment. Ou bien juste après l'empoisonnement, les Anglais ont utilisé un antidote.» « Puisque toutes les personnes impliquées sont en vie, il est difficile de supposer que des Russes puissent être impliqués » et « aucun saboteur russe n'aurait recours à un produit d'origine russe avec un nom russe ».
Un ancien officier du KGB et du FSB, Boris Karpichkov, qui a travaillé en Lettonie dans les années 1990 avant de fuir vers le Royaume-Uni en 1998, déclara sur Good Morning Britain (en) que, le 12 février 2018, le jour de son anniversaire et trois semaines avant l'attaque de Salisbury, il a reçu un message sur un téléphone mobile jetable d'une « source très fiable » travaillant au FSB, disant : « quelque chose de mauvais va se produire, pour toi et sept autres personnes, y compris M.Skripal ». Karpichkov a ignoré le message : il en avait reçu beaucoup d'autres comme celui-ci auparavant. Selon Karpichkov, la liste de ces 8 personnes inclut Oleg Gordievsky et William Browder,. Le colonel à la retraite du KGB Mikhaïl Lioubimov affirme en mars 2018 que l'empoisonnement est une opération des services secrets occidentaux visant à affaiblir Vladimir Poutine alors qu'il cherche à être réélu au poste de président.

## Réactions d'autres pays et organisations

### États-Unis
Le secrétaire d'État des États-Unis Rex Tillerson publie une déclaration le 12 mars, soutenant pleinement la position du gouvernement britannique et ses allégations selon lesquelles « la Russie est probablement responsable de l'attaque qui a eu lieu à Salisbury ». Le lendemain, le président Donald Trump déclare : « il semble que les Britanniques croient qu'il s'agit de la Russie. Dès que nous aurons les faits, si nous sommes d'accord avec les Britanniques, nous condamnerons la Russie. Nous soutenons les Britanniques ».
L'ambassadeur des États-Unis aux Nations unies, Nikki Haley, déclare au Conseil de sécurité le 14 mars 2018 : « les États-Unis estiment que la Russie est responsable de l'attaque sur deux personnes au Royaume-Uni à l'aide d'un agent neurotoxique de qualité militaire ».
Faisant suite aux recommandations du Conseil de sécurité nationale des États-Unis, le président Trump ordonne le 26 mars l'expulsion de 60 diplomates russes et la fermeture du consulat de Russie à Seattle. L'action est présentée comme « une réponse à l'utilisation par la Russie d'un agent chimique de qualité militaire sur le sol du Royaume-Uni, dernier en date d'une série d'actes déstabilisateurs à travers le monde ». Londres poussait la Maison Blanche à cette mesure, mais Trump manifestait peu d'empressement.
Le 8 août 2018, les États-Unis arrivant à la conclusion d'une implication de la Russie ont annoncé la mise en œuvre de sanctions économiques à l'encontre de ce pays.
En avril 2019, The New York Times publie un article très élogieux pour Gina Haspel, directrice de la CIA, qui aurait remis au président des photos qu'elle avait reçues du gouvernement britannique et qui montraient des enfants hospitalisés et des canards tués après avoir été intoxiqués par le Novitchok utilisé contre les Skripal. Trump décide alors de donner satisfaction aux requêtes de Londres. Toutefois, les autorités compétentes de Salisbury ont démenti que des enfants aient été intoxiqués et des canards tués par le Novitchok.
Le 5 octobre 2019 le Guardian fait état d'une conversation téléphonique ayant eu lieu au cours de l'été 2018 entre Donald Trump et Theresa May dans laquelle le président des États-Unis doute de l’implication de la Russie.

### Organisation pour l'interdiction des armes chimiques
Le directeur général de l'Organisation pour l'interdiction des armes chimiques (OIAC), Ahmet Üzümcü a fait part de « sérieuses inquiétudes » lors d'une réunion du conseil exécutif : « il est extrêmement inquiétant que des agents chimiques sont encore utilisés pour nuire aux individus. Les responsables devront répondre de leurs actes ».
Le docteur Ralf Trapp, ancien secrétaire du Conseil scientifique de l'OIAC, a déclaré dans une interview qu'à ce stade, il n'y a pas de preuve que la Russie soit responsable de l'attaque ou qu'elle ait créé un programme de développement pour l'agent neurotoxiques de type Novitchok.
L'OIAC publie un rapport d'enquête le 12 avril 2018, dans lequel l'organisation confirme les résultats du Royaume-Uni concernant l'identité du matériel chimique toxique, en se fondant sur les substances récoltées « d'une grande pureté » et des prélèvements sanguins sur les Skripal et sur un policier britannique intoxiqué en portant secours. Elle indique que le nom et la structure de la substance chimique identifiée sont contenus dans « le rapport classifié complet » disponible aux États membres,.
Le 14 avril 2018, le ministre russe des Affaires étrangères Sergueï Lavrov accuse l'OIAC d'avoir « trafiqué » les résultats de son enquête, en ne mentionnant pas dans son rapport la présence de substance BZ « découverte dans tous les échantillons » par le laboratoire suisse de Spiez, un des laboratoires désignés par l'OIAC, lequel aurait envoyé ces résultats à l'OIAC après analyse des échantillons prélevés à Salisbury. Le ministre convient toutefois que « les échantillons ont également révélé la présence dans sa forme originale et en concentration importante de l'agent neurotoxique A234 », tout en estimant la conclusion de l'enquête de l'OIAC « extrêmement suspecte », arguant qu'une forte dose de ce composé aurait tué les Skripal et que la haute volatilité de cet agent chimique aurait dû effacer toute trace alors que plus de deux semaines s'étaient écoulés entre l'attaque et la collecte d'échantillons. Le laboratoire Spiez s'est refusé à tout commentaire, déclarant que « seule l'OIAC peut commenter cette déclaration » du ministre russe.
Peter Wilson, représentant britannique à l'OIAC, déclare le 18 avril 2018: « Les résultats [de l'OIAC] confirment nos résultats concernant l'usage d'un agent innervant de qualité militaire de type Novitchok à Salisbury. Le Defence Science and Technology Laboratory (DTSL), nos laboratoires de Porton Down, ont établi que la plus haute concentration de l'agent se trouvait sur la poignée de porte d'entrée de M. Skripal. Évidemment, bien que l'identification de l'agent innervant utilisé est un élément technique de preuve essentiel dans notre enquête, ni l'analyse du DSTL ni le rapport de l'OIAC n'identifient le pays ou le laboratoire à l'origine de la production de l'agent utilisé dans cette attaque. Laissez-moi donc replacer cette attaque dans une perspective plus générale, celle qui a mené le Royaume-Uni à estimer qu'il n'y a pas d'autre explication plausible à ce qu'il s'est passé que la responsabilité de l'État russe. Nous croyons que seule la Russie possède les moyens techniques, l'expérience opérationnelle et les motivations pour cibler les Skripal ». Il déclare également qu'aucun des 4 laboratoires désignés par l'OIAC n'a détecté de substance BZ dans les échantillons de Salisbury, le secrétariat technique et le directeur général de l'OIAC étant « très clairs sur ces points ». En effet, le même jour, le directeur général de l'OIAC avait déclaré dans un communiqué: « Les laboratoires [désignés par l'OIAC] ont pu confirmer l'identité de l'agent chimique en appliquant des procédures existantes bien établies. Aucun autre agent chimique n'a été identifié par les laboratoires. Le précurseur du BZ, connu sous le nom de 3Q, [...] était contenu dans un échantillon de contrôle préparé par le laboratoire de l'OIAC en accord avec les procédures standard de contrôle de qualité. Autrement, il n'y a aucun rapport avec les échantillons collectés par l'équipe de l'OIAC à Salisbury ».
Le 3 mai 2018, le New York Times fait état d'un entretien où Ahmet Üzümcü, directeur général de l'OIAC, lui a dit qu'une quantité de 50 à 100 grammes de neurotoxique a été utilisée dans l'attaque contre les Skripal. Le 4 mai 2018, le Guardian fait écho à cet entretien, où Ahmet Üzümcü, arguant de la grande quantité de neurotoxique utilisée selon lui, conclut que ce neurotoxique ne provient pas d'un laboratoire où le produit est fabriqué à des fins de recherche et qu'il a donc vraisemblablement été créé pour servir d'arme.
Plus tard en ce même jour du 4 mai, le New York Times et le Guardian font état d'un communiqué où l'OIAC dément son propre directeur général et déclare que le neurotoxique doit être mesuré en milligrammes au lieu des grammes (et du quart ou de la moitié de tasse) dont avait parlé Ahmet Üzümcü. Le Guardian ajoute que Maria Zakharova, porte-parole du ministère russe des affaires étrangères, s'était montrée incrédule envers les affirmations d'Ahmet Üzümcü et avait déclaré que, selon des experts, la quantité qu'il avançait aurait tué tout le voisinage. Selon la déclaration rectificative de l'OIAC, le neurotoxique utilisé à Salisbury était d'une grande pureté, persistant et résistant aux conditions météorologiques.

### Union européenne et États membres
Le vice-président de la Commission européenne Frans Timmermans a plaidé pour une solidarité européenne avec le Royaume-Uni qui soit « forte, sans équivoque et sans faille » en s'adressant aux députés à Strasbourg le 13 mars. Federica Mogherini, la haute représentante de l'Union pour les Affaires étrangères et la politique de Sécurité, a exprimé son effroi et offert le soutien de l'UE au Royaume-Uni. Guy Verhofstadt, le négociateur du Parlement Européen pour le Brexit, a réaffirmé la solidarité avec le peuple Britannique.
Lors d'une réunion du Conseil des affaires étrangères le 19 mars, tous les ministres des affaires étrangères de l'Union européenne ont déclaré dans un communiqué commun que « l'Union européenne exprime sa solidarité et son soutien sans réserve pour le Royaume-Uni, y compris dans les efforts du Royaume-Uni pour traduire les responsables de ce crime en justice ». La déclaration souligne que « l'Union Européenne prend très au sérieux les évaluations du gouvernement du Royaume-Uni, qui semble désigner la fédération de Russie comme responsable ».
Norbert Röttgen, ancien ministre fédéral de l'Environnement d'Angela Merkel et président de la commission parlementaire allemande des affaires étrangères, a déclaré que cet évènement démontre la nécessité pour le Royaume-Uni de revoir sa politique d'ouverture aux capitaux russes.
Sur la chaîne ARD, le coordinateur du gouvernement allemand pour la Russie, Gernot Erler exige que Londres doit apporter des preuves de l'implication de la Russie en affirmant que les conclusions du laboratoire militaire "contredisent ce qui a été dit jusqu'ici" par les nombreuses personnalités politiques britanniques et par conséquent Londres devrait donc étayer ses accusations contre Moscou en fournissant des preuves.
Seize pays de l'Union européenne ont expulsé 33 diplomates russes le 26 mars,.
Contrairement au Royaume-Uni et de l'Islande, dont les officiels boycottent la Coupe du monde de football 2018, le président français Emmanuel Macron s'y est rendu.

### Pays non-membres de l'UE
L'Albanie, l'Australie, le Canada, la Macédoine, la Moldavie, la Norvège et l'Ukraine ont expulsé un total de 26 diplomates russes, soupçonnés d'être des agents de renseignement. Le gouvernement néo-zélandais a également publié une déclaration soutenant ces expulsions, ajoutant que tout agent de renseignement russe détecté dans le pays serait expulsé.
La Turquie se refuse à des sanctions contre la Russie en disant : « Nous n'envisageons pas de prendre des mesures similaires juste parce que certains pays ont pris des mesures sur la base d'une allégation ».
La Chine via le porte-parole du ministère chinois des Affaires étrangères appelle à établir la vérité sur cette affaire, à renoncer à l'esprit de guerre froide et à faire preuve de retenue pour éviter la confrontation.

### OTAN
L'Organisation du traité de l'Atlantique nord (OTAN) a officiellement réagi à l'empoisonnement des Skripal le 14 mars. L'alliance a exprimé sa profonde préoccupation, à la suite de la première utilisation d'un agent neurotoxique sur son territoire depuis sa fondation, en soulignant que cette attaque violait les traités internationaux. L'alliance a appelé la Russie à divulguer ses recherches liées au Novitchok à l'Organisation pour l'interdiction des armes chimiques.
Jens Stoltenberg, Secrétaire général de l'OTAN, a déclaré le 27 mars : « l'expulsion de diplomates russes doit faire comprendre à Moscou que ses actions auront des conséquences. Il y a eu l'annexion illégale de la Crimée, la déstabilisation de l'est de l'Ukraine, des cyberattaques et des tactiques hybrides, nous voyons la Russie investir massivement pour moderniser son équipement militaire et sa volonté d'utiliser la force contre ses voisins ». Il a été annoncé que l'OTAN expulserait sept diplomates russes de la mission russe auprès de l'OTAN à Bruxelles. Trois postes vacants à cette mission ont également été supprimés. La Russie s'est dite irritée par cette réaction.

### Réponses communes
Les dirigeants de la France, de l'Allemagne, des États-Unis et du Royaume-Uni ont publié une déclaration commune le 15 mars, soutenant le Royaume-Uni et sa position sur l'incident, affirmant qu'il était « très probable que la Russie soit responsable ». Ils ont appelé la Russie à divulguer à l'Organisation pour l'Interdiction des Armes Chimiques ses recherches sur les agents neurotoxiques,.
Dans la nuit du 13 au 14 avril 2018, durant la guerre civile syrienne, les États-Unis, le Royaume-Uni et la France procèdent aux bombardements de Barzé et de Him Shinshar. Bien que pour la France et les États-Unis le bombardement ne soit pas lié à l'affaire Skripal - il est présenté avant tout comme une réaction à l'attaque chimique de Douma - Theresa May admet également que le Royaume-Uni envoie aussi un message à la Russie - alliée du régime syrien - lié à la crise diplomatique provoquée par les empoisonnements des Skripal.

## Expulsions mutuelles de diplomates
À la fin du mois de mars 2018, un nombre élevé de pays et d'organisations a expulsé des diplomates russes en signe de solidarité avec le Royaume-Uni, au cours de « la plus grande expulsion collective de diplomates et d'agents russes de toute l'Histoire »,,.
| Pays / Organisation | Diplomates russes expulsés     | Date    | Détails                                                      | Représailles par la Russie                                                                        | Date    |
| ------------------- | ------------------------------ | ------- | ------------------------------------------------------------ | ------------------------------------------------------------------------------------------------- | ------- |
| Albanie             | 2                              | 26 mars |                                                              | Deux diplomates expulsés                                                                          | 30 mars |
| Allemagne           | 4                              | 26 mars |                                                              | Quatre diplomates expulsés                                                                        | 30 mars |
| Australie           | 2                              | 27 mars |                                                              | Deux diplomates expulsés                                                                          | 30 mars |
| Belgique            | 1                              | 27 mars |                                                              |                                                                                                   | 30 mars |
| Canada              | 4                              | 26 mars | Quatre diplomates expulsés et trois postes vacants supprimés | Quatre diplomates expulsés                                                                        | 30 mars |
| Croatie             | 1                              | 26 mars |                                                              | Un diplomate basé à Zagreb déclaré persona non grata                                              | 30 mars |
| Danemark            | 2                              | 26 mars |                                                              | Deux diplomates expulsés                                                                          | 30 mars |
| Espagne             | 2                              | 26 mars |                                                              | Deux diplomates expulsés                                                                          | 30 mars |
| Estonie             | 1                              | 26 mars |                                                              | Un diplomate expulsé                                                                              | 30 mars |
| États-Unis          | 60 (dont 12 rattachés à l'ONU) | 26 mars | Fermeture du consulat de Russie à Seattle                    | 60 diplomates expulsés, fermeture du Consulat des États-Unis à St-Pétersbourg                     | 30 mars |
| Finlande            | 1                              | 26 mars |                                                              | Un diplomate expulsé                                                                              | 30 mars |
| France              | 4                              | 26 mars |                                                              | Quatre diplomates expulsés                                                                        | 30 mars |
| Géorgie             | 1                              | 30 mars |                                                              |                                                                                                   |         |
| Hongrie             | 1                              | 26 mars |                                                              |                                                                                                   |         |
| Irlande             | 1                              | 27 mars |                                                              | Un diplomate expulsé                                                                              | 30 mars |
| Italie              | 2                              | 26 mars |                                                              | Deux diplomates expulsés                                                                          | 30 mars |
| Lettonie            | 1                              | 26 mars |                                                              | Un diplomate expulsé                                                                              | 30 mars |
| Lituanie            | 3                              | 26 mars |                                                              | Trois diplomates expulsés                                                                         | 30 mars |
| Macédoine           | 1                              | 26 mars |                                                              | Un diplomate expulsé                                                                              | 30 mars |
| Moldavie            | 3                              | 27 mars |                                                              | Trois diplomates expulsés                                                                         | 30 mars |
| Monténégro          | 1                              | 28 mars |                                                              |                                                                                                   |         |
| Tchéquie            | 3                              | 26 mars |                                                              | Trois diplomates expulsés                                                                         | 30 mars |
| OTAN                | 10                             | 27 mars | Sept expulsions et 3 postes vacants supprimés                |                                                                                                   | 30 mars |
| Pays-Bas            | 2                              | 26 mars |                                                              | Deux diplomates expulsés                                                                          | 30 mars |
| Norvège             | 1                              | 26 mars |                                                              | Un diplomate expulsé                                                                              | 30 mars |
| Pologne             | 4                              | 26 mars |                                                              | Quatre diplomates expulsés                                                                        | 30 mars |
| Roumanie            | 1                              | 26 mars |                                                              | Un diplomate expulsé                                                                              | 30 mars |
| Royaume-Uni         | 23                             | 14 mars |                                                              | 23 diplomates expulsés, fermeture du consulat britannique de St-Pétersbourg et du British Council | 17 mars |
| Suède               | 1                              | 26 mars |                                                              | Un diplomate expulsé                                                                              | 30 mars |
| Ukraine             | 13                             | 26 mars |                                                              | 13 diplomates expulsés                                                                            | 30 mars |

Pays ayant expulsé des diplomates Russes (en vert)

La Bulgarie, le Luxembourg, Malte, le Portugal, la Slovaquie, la Slovénie et l'Union européenne n'ont pas expulsé de diplomates russes, mais ont rappelé leurs ambassadeurs présents en Russie pour consultation,,,,,. L'Islande a décidé de boycotter diplomatiquement la Coupe du monde de football 2018 en Russie.
Le 28 décembre 2018, l'agence Reuters annonce que, selon l'ambassade russe à Londres, le Royaume-Uni et la Russie sont convenus de permettre réciproquement le retour de certains de leurs diplomates expulsés. Le Foreign Office et le Ministère russe des affaires étrangères n'étaient pas disponibles immédiatement pour des commentaires.

## Adaptation télévisée
- Affaire Skripal : l'espion empoisonné (The Salisbury Poisonings) : mini-série télévisée de Saul Dibb (BBC One, juin 2020), diffusée en France sur Arte le 10 juin 2021 (puis en mars 2024), avec Anne-Marie Duff, Rafe Spall et Annabel Scholey. La minisérie a été diffusée en trois parties sur BBC One et en quatre épisodes sur Arte.